# Hermine Esinger

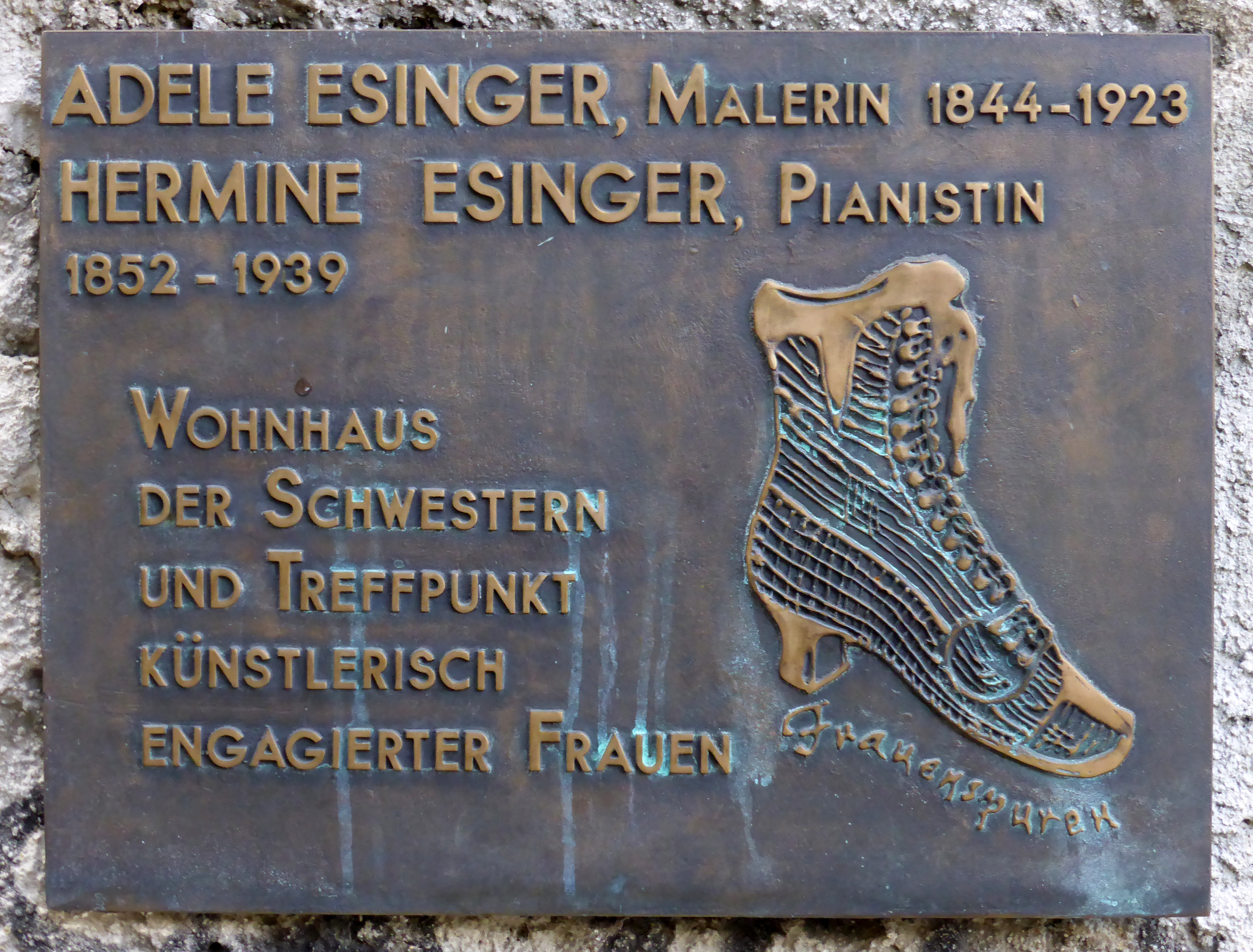
Gedenktafel (Frauenspuren)

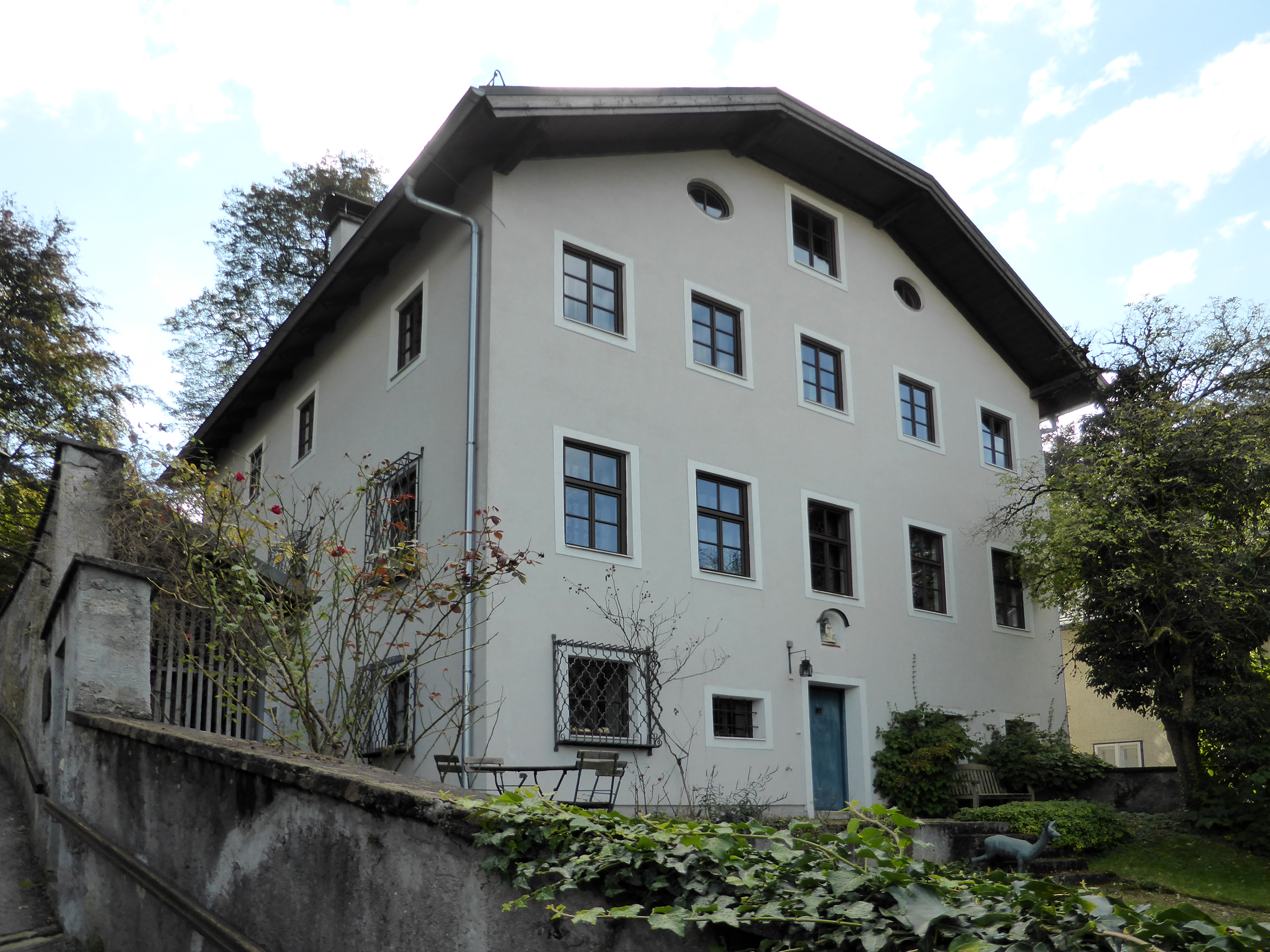
Wohnhaus der Esinger-Schwestern auf dem Mönchsberg

Hermine Esinger (* 1852; † 1939 in Salzburg) war eine Pianistin, Orgel-Virtuosin und letzte Liszt-Schülerin.

## Leben und Leistungen
Hermine Esinger war die jüngere Schwester von Adele Esinger. Beide waren Künstlerinnen, wobei sich Hermine der Musik zugewandt hatte. Sie war die letzte Schülerin von Franz Liszt und die erste Klavierlehrerin des Mozarteums. Franz Liszt war auch des Öfteren Gast in dem Haus der Esinger-Schwestern auf dem Mönchsberg Nr. 6. Er soll einmal so heftig gegen die Pedale getreten haben, dass der Boden darunter durchbrach. Hermine Esinger hatte in der Inflation 1923 den größten Teil ihres Vermögens verloren und musste seitdem ihren Lebensunterhalt durch Klavier- und Orgelstunden verdienen.